# I'm Your Woman
Pour plus de détails, voir Fiche technique et Distribution.
I'm Your Woman est un film américain, sorti en 2020.

## Fiche technique
- Titre : I'm Your Woman
- Réalisation : Julia Hart
- Scénario : Julia Hart et Jordan Horowitz (en)
- Pays d'origine : États-Unis
- Genre : policier
- Date de sortie : 2020

## Distribution
- Rachel Brosnahan (VF : Edwige Lemoine) : Jean
- Arinzé Kene (en) (VF : Eilias Changuel) : Cal
- Marsha Stephanie Blake (en) (VF : Géraldine Asselin) : Teri
- Bill Heck (en) (VF : Damien Ferrette) : Eddie
- Frankie Faison (VF : Benoît Allemane) : Art
- Marceline Hugot (en) (VF : Maïté Monceau) : Evelyn
- Jarrod DiGiorgi (VF : Lionel Tua) : Jimmy

 Source et légende : version française (VF) sur RS Doublage et carton de doublage français.
Version française
- Société de Doublage : Deluxe Média Paris
- Direction artistique : Christine Bellier